# 细沈瘦
细沈瘦（?—?），是前1世纪乌孙昆弥泥靡的儿子，母亲是胡人。
汉朝楚公主刘解忧嫁军须靡、翁归靡和军须靡之子泥靡为昆弥。与泥靡生一子：鸱靡。泥靡狂暴，和刘解忧关系很差。刘解忧和汉朝使者卫司马魏和意、副侯任昌，在酒宴上定计谋杀泥靡。但最终只是砍伤泥靡，泥靡逃走。细沈瘦围攻赤谷城，刘解忧、魏和意、任昌都在城里，西域都护郑吉发诸国兵救公主，细沈瘦退去。汉朝遣中郎将张遵带医药治狂王，赐金二十斤，将魏和意、任昌带至长安，处死。车骑将军长史张翁留下调查公主与使者谋杀狂王的情况，公主不服，张翁摁公主的头大骂。公主上书，张翁坐死。前53年，泥靡被翁归靡之子乌就屠所杀。